# École militaire Souvorov

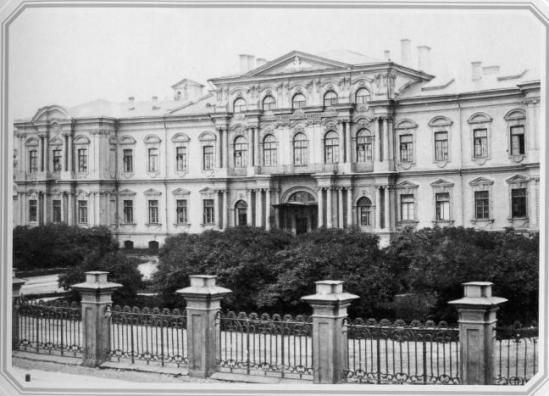
L'école militaire Souvorov de Saint-Pétersbourg occupe le palais Vorontsov, rue Sadovaïa.

Les écoles militaires Souvorov (russe : Суворовское военное училище) sont un genre d'internat d'enseignement secondaire militaire de l'ancienne URSS et de la Russie moderne, ainsi qu'en Biélorussie, pour garçons entre 10 et 17/18 ans. L'éducation est centrée autour de matières militaires. Ces écoles sont nommées d'après le généralissime Alexandre Souvorov (1730-1800).
L'équivalent dans le domaine naval sont les écoles navales Nakhimov, nommées d'après l'amiral Pavel Nakhimov (1802-1855). 

## Histoire
Les écoles Souvorov et Nakhimov ont été fondées à partir de décembre 1943 pendant la Grande Guerre patriotique pour assurer un enseignement secondaire et un entraînement militaire aux fils de militaires, dont beaucoup sont à l'époque orphelins de père ou de parents. Le meilleur moyen pour un officier de démarrer sa carrière est d'avoir été élève des écoles d'élite Souvorov ou Nakhimov. Les écoles Souvorov sont subordonnées au commandant-en-chef de l'armée de terre russe. 

### Internats spéciaux des républiques

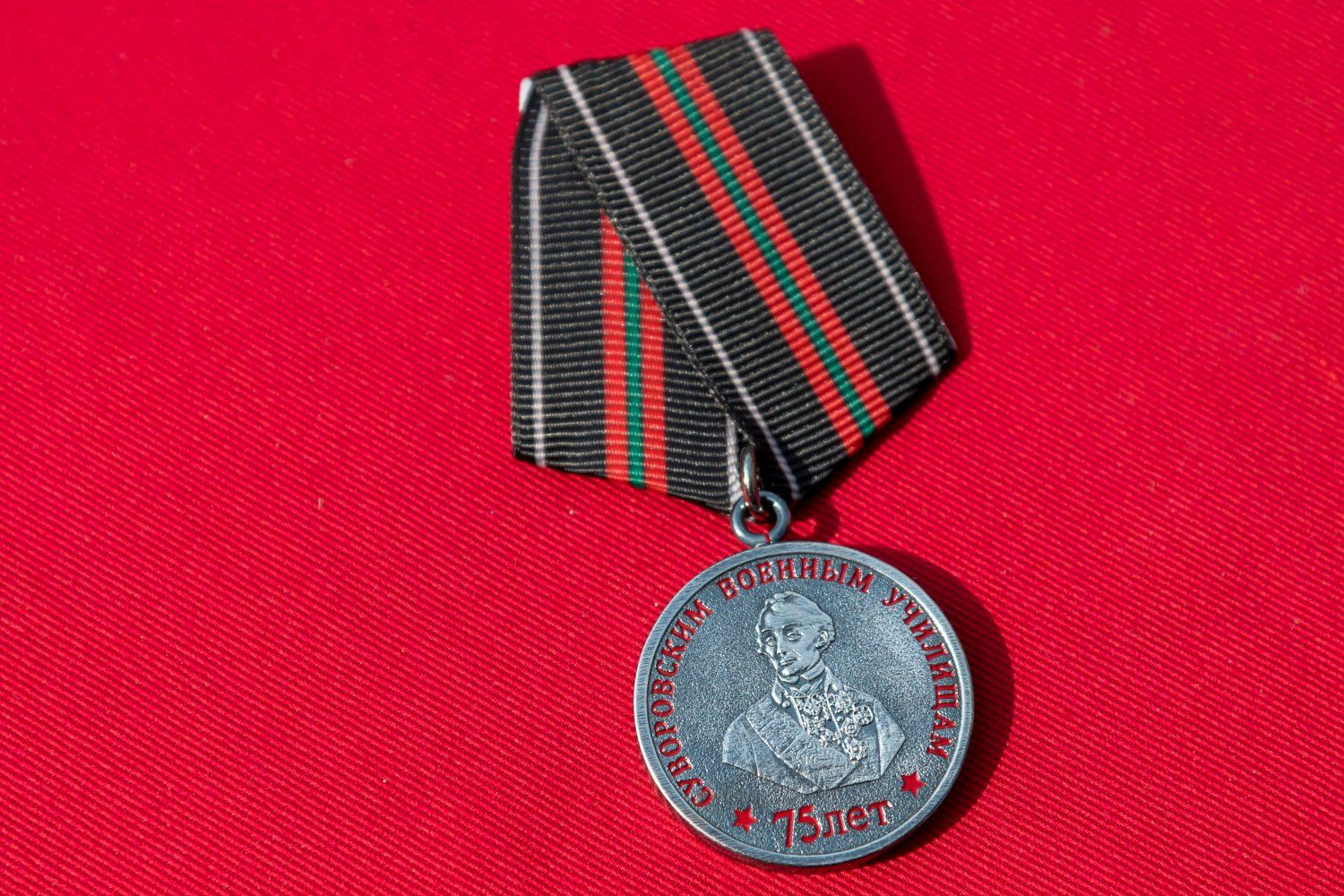
Une médaille de Transnistrie commémorant le 75e anniversaire de la fondation de la première école Souvorov.

Les premiers internats spéciaux des républiques (russe : Республиканские специальные школы-интернаты) sont des écoles militaires créées au début des années 1980 sur la base des écoles Souvorov, mais subordonnées au ministère de l'éducation de l'URSS. Après la dislocation de l'URSS, ces lycées militaires dans les pays de la CEI ont été nationalisés par ces nouveaux États et placés sous la subordination des ministères de la Défense de ces pays.

## Traditions

### Corps des tambours
Le collège de musique militaire de Moscou, qui est une émanation de l'école militaire Souvorov de Moscou, a la mission de former les futurs musiciens militaires russes.

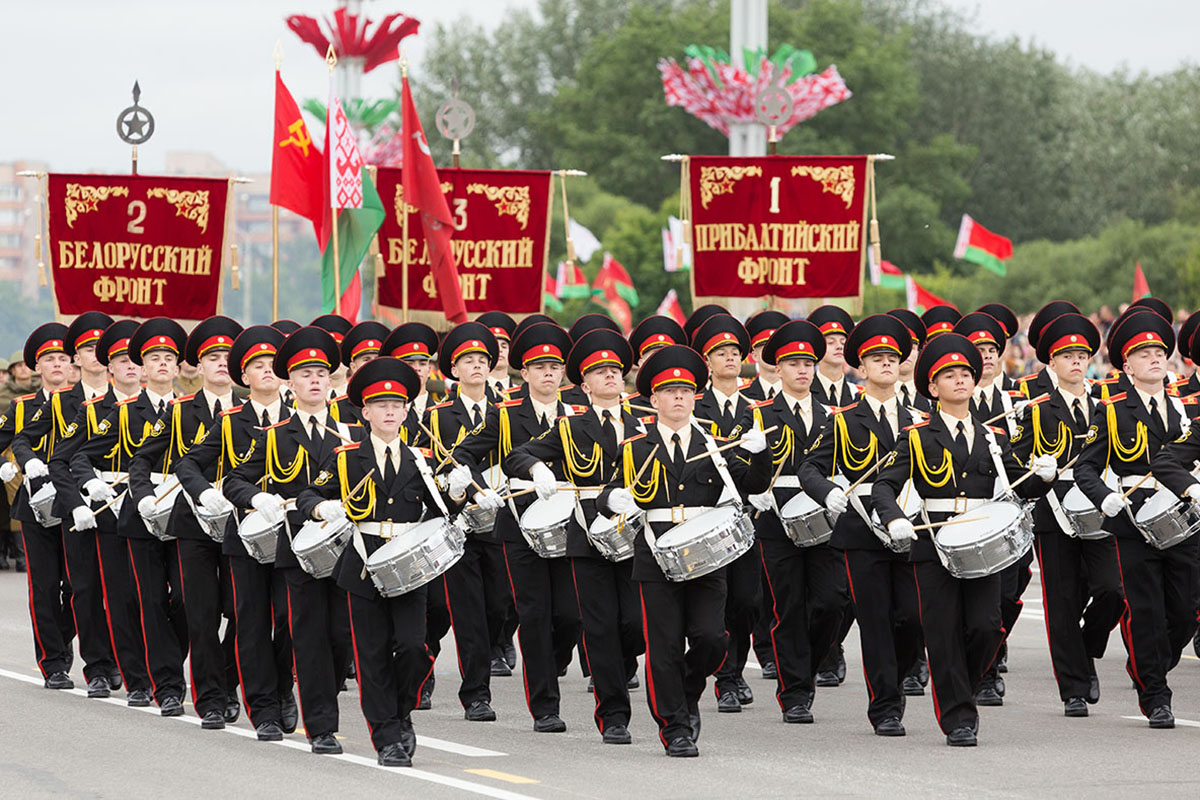
Les tambours de l'école Souvorov de Minsk pendant le défilé de 2017 du jour de l'indépendance.

## Écoles Souvorov en Russie

### Sous le ministère de la Défense
| Nom                                               | Localisation      | Date de fondation | Notes |
| ------------------------------------------------- | ----------------- | ----------------- | --- |
| École militaire Souvorov de Moscou                | Moscou            | 1944              | L'école militaire Souvorov de Moscou est fondée à Gorki, puis transférée à Moscou. La remise solennelle des diplômes a lieu chaque année sur la place des Cathédrales du Kremlin. Elle a la particularité d'être mixte dans les grandes classes. |
| Collège de musique militaire de Moscou            | Moscou            | 1937              | Le collège de musique militaire Souvorov est l'une des institutions d'élite de formation pour la musique militaire en Russie. Il a été fondé par le major général Semion Tchernetsky. L'école reçoit le titre honorifique de Valery Khalikov le 26 décembre 2016, le lendemain après qu'un Tupolev Tu-154 s'est écrasé avec 91 membres de l'ensemble Alexandrov et Valery Khalikov dans un vol en provenance de Sotchi. |
| École militaire Souvorov d'Ekaterinbourg          | Ekaterinbourg     | 1943              | Elle reprend la tradition du corps des cadets d'Oriol et a été formée à Elets en 1943 puis transférée à Sverdlovsk (aujourd'hui Ekaterinbourg) en 1947. L'école a accepté dans ses murs en 2011 des cadets de Mongolie, une première dans l'histoire des écoles Souvorov. |
| École militaire Souvorov de Kazan                 | Kazan             | 1944              | Elle descend de l'école militaire d'infanterie de Jitomir. En 1973, la reçu a reçu le titre du Drapeau rouge par le conseil militaire du district militaire de la Volga. C'est ici qu'a été formé le général Valeri Guerassimov, chef de l'état-major général de Russie. |
| École militaire Souvorov de Perm                  | Perm              | 2014              | |
| École militaire Souvorov de Saint-Pétersbourg     | Saint-Pétersbourg | 1955              | |
| École militaire Souvorov du Caucase du Nord       | Vladikavkaz       | 1944              | |
| École militaire Souvorov de Tver                  | Tver              | 1943              | |
| École militaire Souvorov de Toula                 | Toula             | 1944/2016         | Cette école forme des cadets de l'armée de l'air russe. Elle est recréée en mars 2016, à l'initiative du gouverneur de l'oblast de Toula, Alexeï Dioumine, ancien lieutenant général. |
| École militaire Souvorov de la Garde d'Oulianovsk | Oulianovsk        | 1991              | L'école Souvorov d'Oulianovsk enseigne à des cadet de l'armée de l'air russe. C'est la seule école Souvorov en fonctionnement portant le titre honoraire « de la Garde ». En 2015, l'école a reçu un exemplaire de la bannière du corps de cadets de Simbirsk (1903), |
| École militaire Souvorov d'Oussouriisk            | Oussouriisk       | 1943              | |

### Sous le ministère de l'Intérieur
| Nom                                           | Localisation      | Date de fondation | Notes |
| --------------------------------------------- | ----------------- | ----------------- | --- |
| École militaire Souvorov d'Astrakhan          | Astrakhan         |                   | |
| École militaire Souvorov de Grozny            | Grozny            |                   | |
| École militaire Souvorov de Saint-Pétersbourg | Saint-Pétersbourg |                   | Elle a été fondée en 1976 comme partie de l'Académie navale Nakhimov et est considérée comme l'une des meilleures écoles secondaires de Russie. |
| École militaire Souvorov d'Elabouga           | Elabouga          |                   | |
| École militaire Souvorov de Novotcherkassk    | Novotcherkassk    |                   | |
| École militaire Souvorov de Tchita            | Tchita            |                   | |
| Corps des cadets de Samara                    | Samara            |                   | |

## Écoles actives en dehors de la Russie

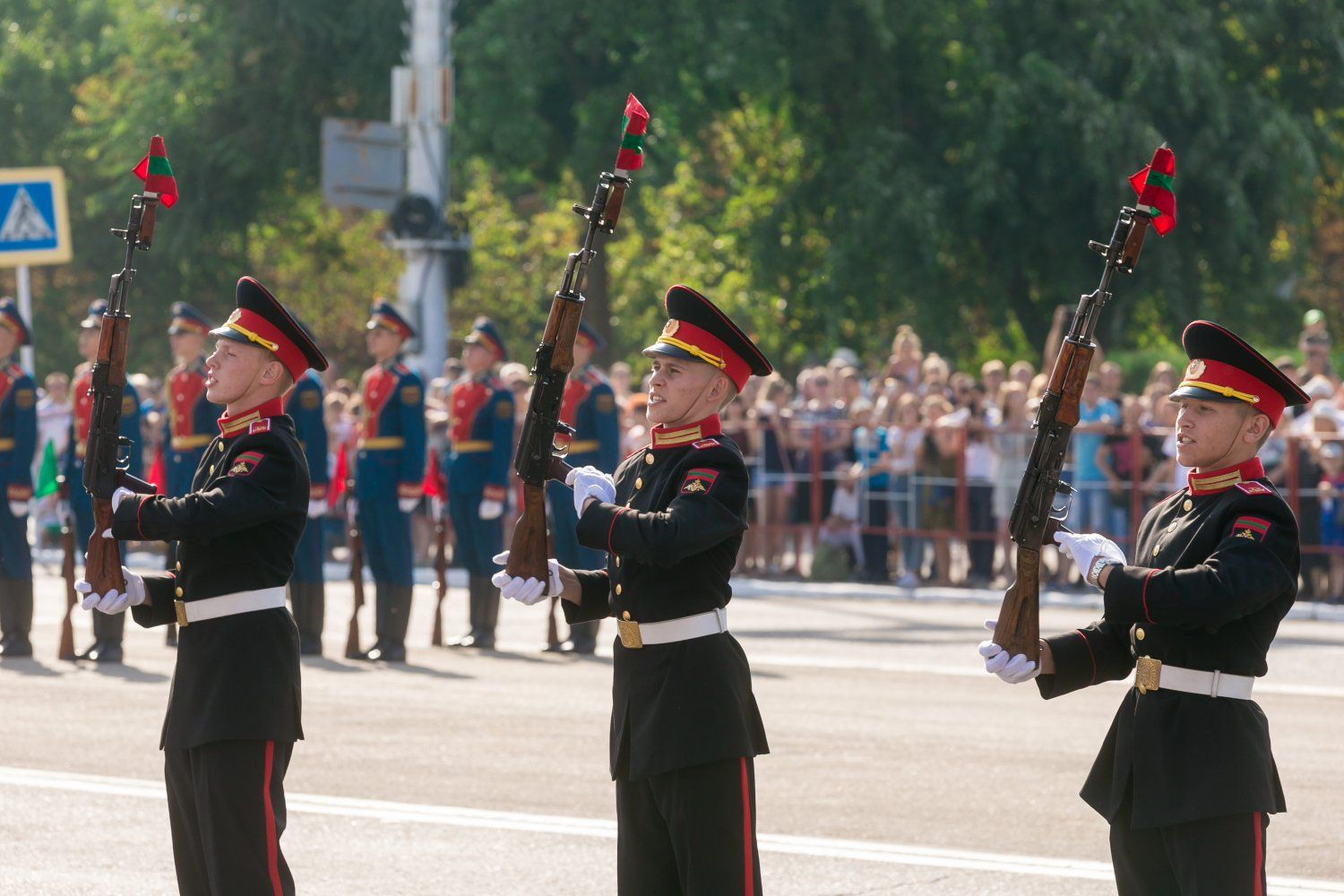
Cadets de l'école militaire Souvorov de Tiraspol.

En dehors de la fédération de Russie, il existe deux écoles militaires Souvorov (en 2020): l'une à Minsk, capitale de la Biélorussie, et l'autre à Tiraspol en Transnistrie. L'école Souvorov de Minsk a été fondée en 1952 dans les anciens locaux de l'école militaire unie de Biélorussie ; l'école Souvorov de Tiraspol a été fondée le 1er septembre 2017.
D'autres écoles militaires dans l'ancien espace soviétique (comme au Tadjikistan) reprennent les traditions et l'uniforme des écoles Souvorov.

## Anciennes écoles militaires Souvorov de l'époque soviétique
- École militaire Souvorov de Kouïbuchev
- École militaire Souvorov de Kiev
- École militaire Souvorov de Saratov
- École militaire Souvorov de Stavropol
- École militaire Souvorov de Stalingrad
- École militaire Souvorov de Tambov
- École militaire Souvorov de Voronej
- École militaire Souvorov de Léningrad (sous le ministère de l'Intérieur)
- École militaire Souvorov de Tachkent (sous le ministère de l'Intérieur)